# Desmerciereskoog
Desmerciereskoog ist ein Ortsteil der Gemeinde Reußenköge, Kreis Nordfriesland. Der Koog wurde 1767 als zweiter Koog des sogenannten Bredstedter Werks durch den Adligen hugenottischer Abstammung Jean Henri Desmercières eingedeicht und, wahrscheinlich auf Vorschlag des eingesetzten ersten Koogsinspektors, nach seinem Erbauer benannt. Er misst etwa 360 ha.

## Topographie
Der Koog ist Teil der nordfriesischen Marschen und im mittleren Nordfriesland befindlich. Die Anbindung an das überörtliche Fernstraßennetz erfolgt über eine Verbindungsstraße (ehemals Chaussee), die im Dorfbereich der benachbarten Gemeinde Struckum an der Bundesstraße 5 abzweigt. Diese Landstraße durchzieht den Koog in Ost-West-Richtung. Auf halber Strecke im Koog zweigt Richtung Norden eine Verbindungsstraße in Richtung Bredstedt ab, der sogenannte Mittelweg.
Das Gebiet ist äußerst dünn besiedelt. Die überwiegend landwirtschaftlich genutzten Grundstücke sind heute größtenteils der ackerbaulichen Produktion vorbehalten. Entsprechend seinem Alter wird er zu den Jungmarschen gerechnet. Der Boden wird als Kalkmarsch klassifiziert.

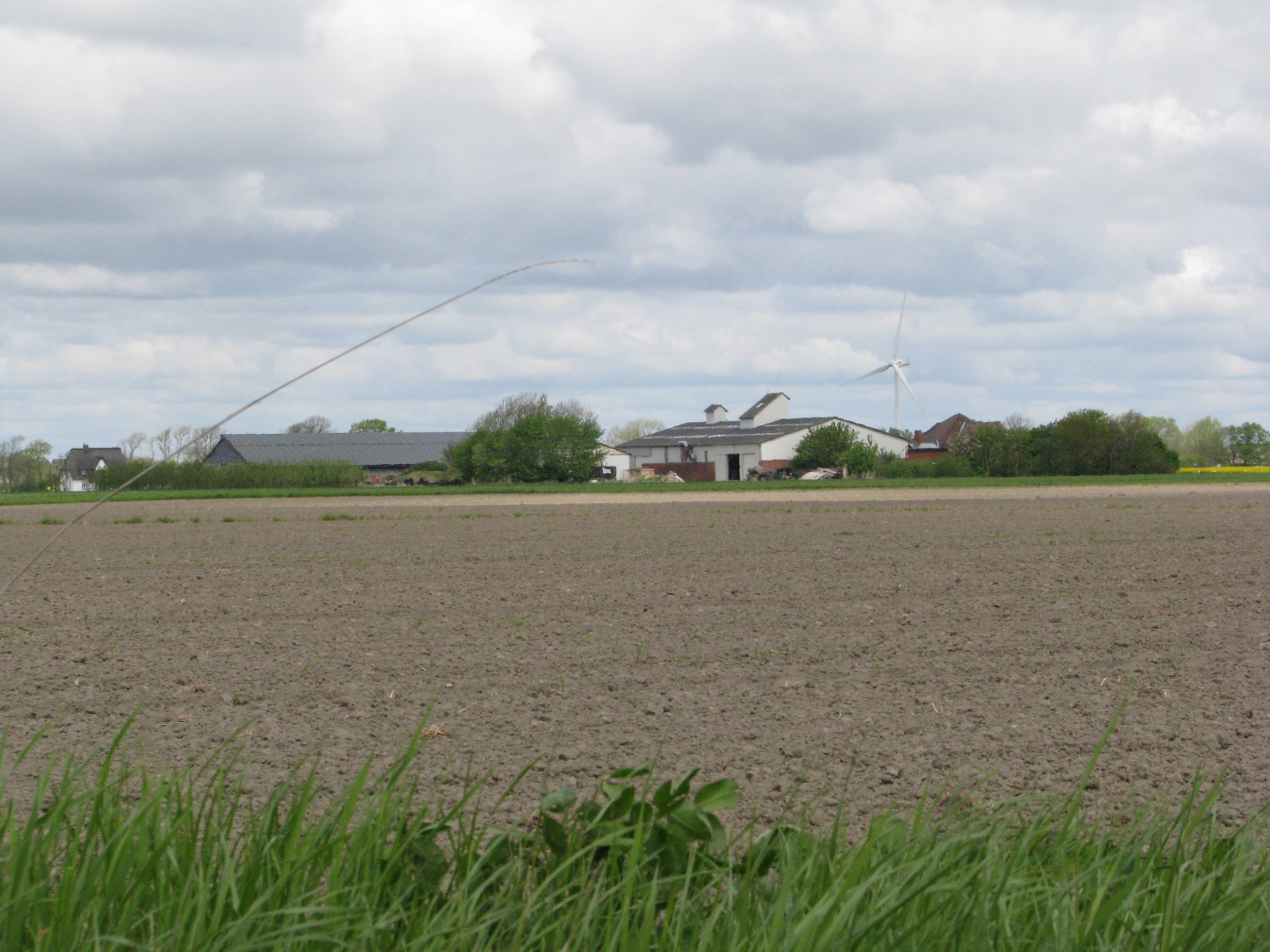
Siedlungsmuster im Desmerciereskoog. Im Bildmittelpunkt die Anlage eines modernen landwirtschaftlichen Gehöfts zum Vegetationszeitpunkt des Monats Mai

Das siedlungsstrukturelle Muster entspricht der einer Streusiedlung.
Die benachbarten Köge lauten wie folgt:
|              | Sophien-Magdalenen-Koog                     |                      |
| Cecilienkoog | Kompassrose, die auf Nachbargemeinden zeigt | Breklumer Koog       |
|              | Hattstedter Neuer Koog                      | Wallsbüller Saatkoog |

## Geschichte

### Vor der Besiedlung
Jean Henry Desmercières hatte 1728 einen Oktroy des dänischen Königs Christian VI. für die Eindeichung das Bredstedter Werk erworben. Anders als bei vorherigen gescheiterten Versuchen der Landgewinnung, bei denen auch tiefe Priele abgedämmt werden sollten, ließ er nur kleinere Gebiete eindeichen, in denen durch Aufschlickung bereits genügend Vorland gebildet hatte. Nach der Eindeichung des benachbarten Sophien-Magdalenen-Kooges verblieb eine kleine Meeresbucht in Größe des heutigen Kooges im Bereich des Königstiefs, einem Seitentief des sogenannten Buttergatts, unbedeicht. Da hier der Anwachs noch nicht ausreichend für eine Bedeichung erschien, verzichtete Desmercières zunächst auf die Eindeichung. Er wusste, dass die Zeit für ihn arbeiten und für ein weiteres Anwachsen der Vorländereien in kurzer Zeit sorgen würde. Diese Sicherheit stellte sich sodann auch ein, sodass innerhalb von 24 Jahren mit der Eindeichung dieser kleinen verbliebenen Bucht begonnen werden konnte.

### Eindeichung
Zwischen 1765 und 1767 wurde schließlich der 2,2 km lange Verbindungsdeich zwischen Sophien-Magdalenen-Koog und Hattstedter Neuerkoog gezogen. Der Abschlussdeich stellte zur damaligen Zeit ein Unikum dar. Es war der erste Deich mit einem zur Seeseite hin deutlich flacherem Profil. Ab Ende August 1767 wurden bereits die ersten Ländereien zum Verkauf angeboten. Die Stelle, an dem der neue Deich an den älteren Deich mit steilerem Profil stößt, soll auf Basis von Forschungsergebnissen des Heimatforschers August-Wilhelm Geerkens einer der Schauplätze sein, die Theodor Storm in seiner Novelle Der Schimmelreiter näher beschreibt.

### Entwässerung und Besiedlung
Die Entwässerung des Kooges wurde auch durch Desmercières geplant. Durch Anlegung zweier in Nord-Süd-Richtung fließenden Sielzüge im Osten und Westen des Kooges wurde und wird das Niederschlagswasser in die Arlau abgeleitet.
Die Besiedlung erfolgte durch Verkauf der Ländereien an den Höchstbietenden. Zu diesem Zweck wurde der gesamte Koog in 33 Parzellen eingeteilt. 32 von ihnen hatten eine Größe von 20 Demat. Die weitere Unterteilung dieser Flächen oblag dem Käufer, der für die Herstellung der Gräben und Parzellen zuständig war. Sofern erforderlich, wurde auch die Hofstelle auf einem Teilstück der Fläche errichtet.

## Wirtschaftsstruktur
Die Wirtschaftsstruktur ist, vergleichbar zu der in den benachbarten Kögen, durch intensive landwirtschaftliche Nutzung geprägt. Die prägende Betriebsausrichtung ist dabei der Ackerbau. Ergänzt wird diese mittlerweile durch verschiedene Gewerbebetriebe. Als touristische Sehenswürdigkeit befindet sich im Desmerciereskoog der sogenannte Engelsplatz.
Darüber hinaus ist im Koog eine in regionalen Künstlerkreisen bekannte Malerin ansässig. Ihr Atelier befindet sich direkt am Ortseingang aus Richtung Struckum kommend. Infrastrukturelle Einrichtungen zur Befriedigung der wirtschaftlichen Bedürfnisse sind im Koog nicht vorhanden.

### Landwirtschaft
Für die Entwicklung des Kooges war die Landwirtschaft von besonderer Bedeutung. Die Flächen werden heute von im Koog ansässigen Landwirten und solchen aus den Nachbarkögen bewirtschaftet. Inzwischen sind hier nur noch zwei wirtschaftende Vollerwerbsbetriebe (mit Hofstelle) übrig geblieben. Einer der Landwirte vermarktet seine Produkte saisonal direkt aus dem eigenen Hofladen. Hier sind ganzjährig Kartoffeln und im Frühjahr/Sommer auch Erdbeeren und Spargel (inkl. der gängigen Nebenprodukte) erhältlich.

### Gewerbe

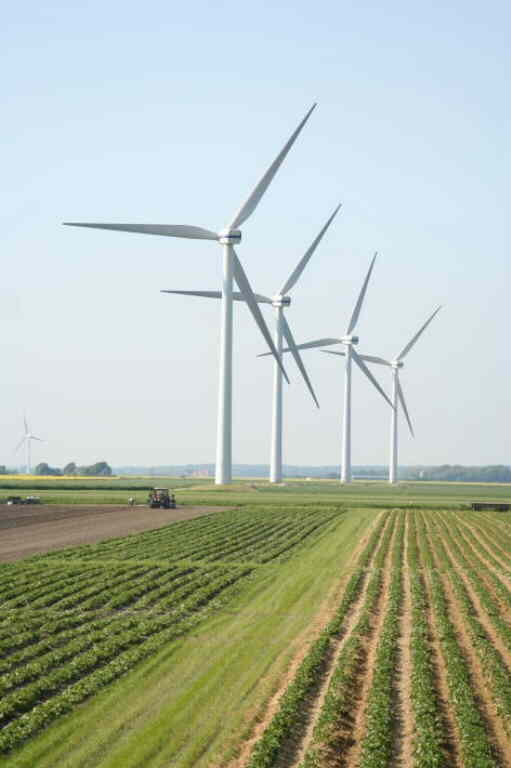
Vier Windkraftanlagen im Desmerciereskoog (2007)

Gewerblich tätige Betriebe gibt es wenige. Einer beschäftigt sich heute unter anderem mit der Vermarktung von effektiven Mikroorganismen. Daneben ist im Koog ein Steuerberater ansässig.
Von großer Bedeutung ist heute auch die Erzeugung erneuerbarer Energie. So befinden sich im Koog acht Windkraftanlagen. Diese sind zwei örtlichen Bürgerwindparks zugeordnet und bieten einer Vielzahl von Bürgern der Gemeinde ein weiteres wirtschaftliches Standbein. Daneben befinden sich auf einigen Wirtschaftsgebäuden Photovoltaikanlagen zur Stromerzeugung.

### Sehenswürdigkeiten

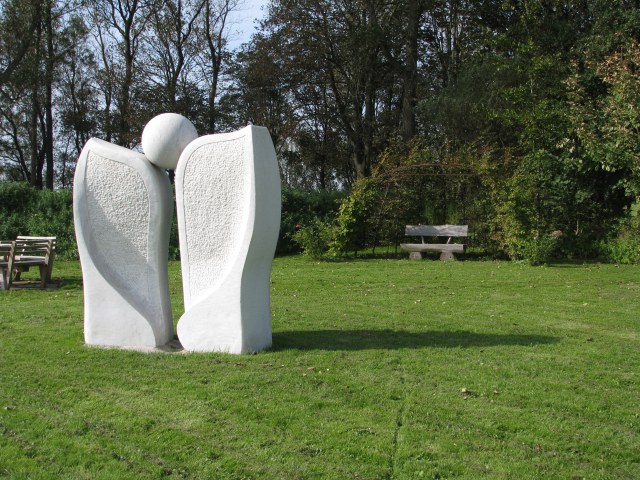
Skulptur auf dem Engelsplatz

Die Einrichtung des sogenannten Engelsplatz war eine private Initiative zweier Koogsbewohner. Es wurde ein Denkmal in Form eines Engels aus Marmorgestein der Tessiner Alpen errichtet und dieser ganzjährig auf einer frei zugänglichen Wiese aufgestellt. Der Platz des sogenannten Zwei-Einigkeits-Engels kann als Picknickplatz und sonstiger Ausflugsort genutzt werden. Die Organisation von Hochzeitsfeiern auf dem Engelsplatz wird ebenfalls von den Initiatoren übernommen.

## Statistische Daten zum Koog
In der nachstehenden Tabelle sind Bevölkerung und Haushalte aus der Volkszählung vom 25. Mai 1987 nachgewiesen, da diese Zahlen im weiteren Zeitverlauf nur auf Gemeindeebene fortgeschrieben wurden.
| Wohn- platz- Nr. | Koog             | Ein- deichung | Fläche km² | Volkszählung 1987 | Volkszählung 1987 |
| Wohn- platz- Nr. | Koog             | Ein- deichung | Fläche km² | Bevölkerung       | Haushalte         |
| ---------------- | ---------------- | ------------- | ---------- | ----------------- | ----------------- |
| 2                | Desmerciereskoog | 1767          | 3,60       | 49                | 13                |